# 1745
1745 (MDCCXLV) var ett normalår som började en fredag i den gregorianska kalendern och ett normalår som började en tisdag i den julianska kalendern.

## Händelser

### Januari
- 12 januari – Två svenska ostindiefarare förliser samma dag vid Shetlandsöarna på utresan från Sverige.

### Maj
- 11 maj – Fransmännen besegrar en allierad armé bestående av britter, österrikare, nederländare och hannoveranare i slaget vid Fontenoy under österrikiska tronföljdskriget.

### Juni
- 4 juni – Preussarna under Fredrik den store besegrar en österrikisk-sachsisk armé under ärkehertig Karl av Lothringen i slaget vid Hohenfriedeberg.
- 25 juni – Sverige och Ryssland sluter ett försvarsförbund.

### September
- 12 september – Vid återkomsten till Göteborg, efter två års resa, förliser ostindiefararen Götheborg, genom att segla på undervattensklippan Hunnebådan.[1]

### Oktober
- 23 oktober – Eftersom den svenska riksbankens guld- och silverförråd minskar drastiskt utfärdas ett plakat, varigenom man inför pappersmyntfot i Sverige.

## Födda
- 6 januari – Jacques-Étienne Montgolfier, fransk uppfinnare, skickade upp den första varmluftsballongen.
- 18 februari – Alessandro Volta, italiensk fysiker, uppfann den elektriska kondensatorn.
- 21 februari – Olof Tempelman, svensk arkitekt, professor vid Konstakademien från 1779.
- 5 mars – Christina Elisabeth Carowsky, svensk konstnär.
- 2 april – Richard Bassett, amerikansk politiker, guvernör i Delaware 1799–1801.
- 29 april – Oliver Ellsworth, amerikansk politiker och jurist, chefsdomare i USA:s högsta domstol 1796–1800.
- 25 juni – Thomas Tudor Tucker, amerikansk politiker.
- 19 augusti – Johan Gottlieb Gahn, svensk bergsvetenskapsman.
- 30 augusti – Johann Hieronymus Schröter, tysk astronom.
- 17 oktober – Mattias Fremling, svensk filosof.

## Avlidna
- 19 oktober – Jonathan Swift, brittisk-irländsk kyrkoman, författare och satiriker
- 13 november – Iver Rosenkrantz, dansk statsman, Danmarks statsminister 1730–1735
- 16 november – Johann Lukas von Hildebrandt, österrikisk arkitekt
- Hedvig Catharina Lillie, politiskt aktiv svensk salongsvärd.

### Fotnoter
1. ↑  ”Göteborg 12 september 1745: Festen som kom av sig…”. Vårt Göteborg. Göteborgs stad. https://vartgoteborg.se/p/goteborg-12-september-1745-festen-som-kom-av-sig/. Läst 25 mars 2011.